# Quận Butler, Ohio

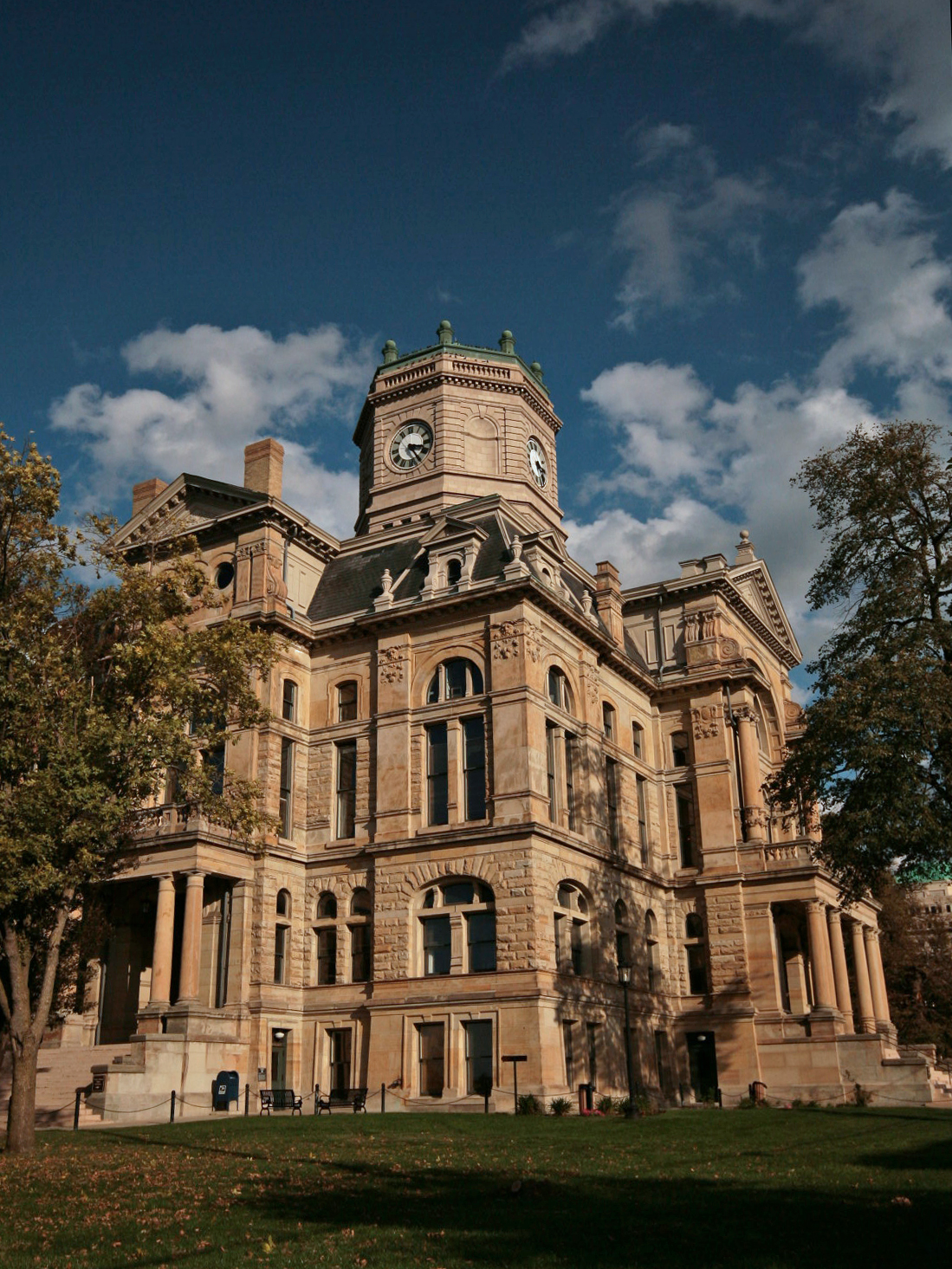
Quận Butler là một quận thuộc tiểu bang Ohio, Hoa Kỳ (ButlerCountyOhioCourthouse)

Quận Butler là một quận thuộc tiểu bang Ohio, Hoa Kỳ. Quận lỵ đóng ở , Ohio6.

## Địa lý
Theo Cục điều tra dân số Hoa Kỳ, quận này có diện tích km2, trong đó có km2 là diện tích mặt nước.